# Mannsberg (Šluknovská pahorkatina)
Mannsberg (česky doslovně Mužský vrch) je vrch o nadmořské výšce 464 m na území hornolužické obce Steinigtwolmsdorf v zemském okrese Budyšín v Sasku.

## Charakteristika
Vrch leží v německé části Šluknovské pahorkatiny (Lausitzer Bergland) a její mesogeochoře Severní hornolužická vrchovina (Nördliches Oberlausitzer Bergland). Na Mannsberg navazují vrchy Hutberg (503 m), Srní (466 m), Höllenhübel (451 m) a Grenzberg (480 m). Geologické podloží tvoří převážně střednězrnný lužický granodiorit, který na západním svahu střídá hybridní dvojslídý granodiorit, prokázána je také žíla doleritu. Převažujícími půdními typy jsou podzolová kambizem a pseudoglej. Při jihovýchodním úpatí pramení Kaltbach náležející k povodí Sprévy, na západním svahu pramení vedlejší přítok Severního potoka, který patří k povodí Sebnice, severní svahy pak náleží k povodí Wesenitz. Celý vrch tak náleží k povodí Labe a k úmoří Severního moře. Většina Mannsbergu má zemědělské využití. Vrch leží v chráněné krajinné oblasti Oberlausitzer Bergland. K vrcholu vede žlutě značená turistická trasa.

## Galerie

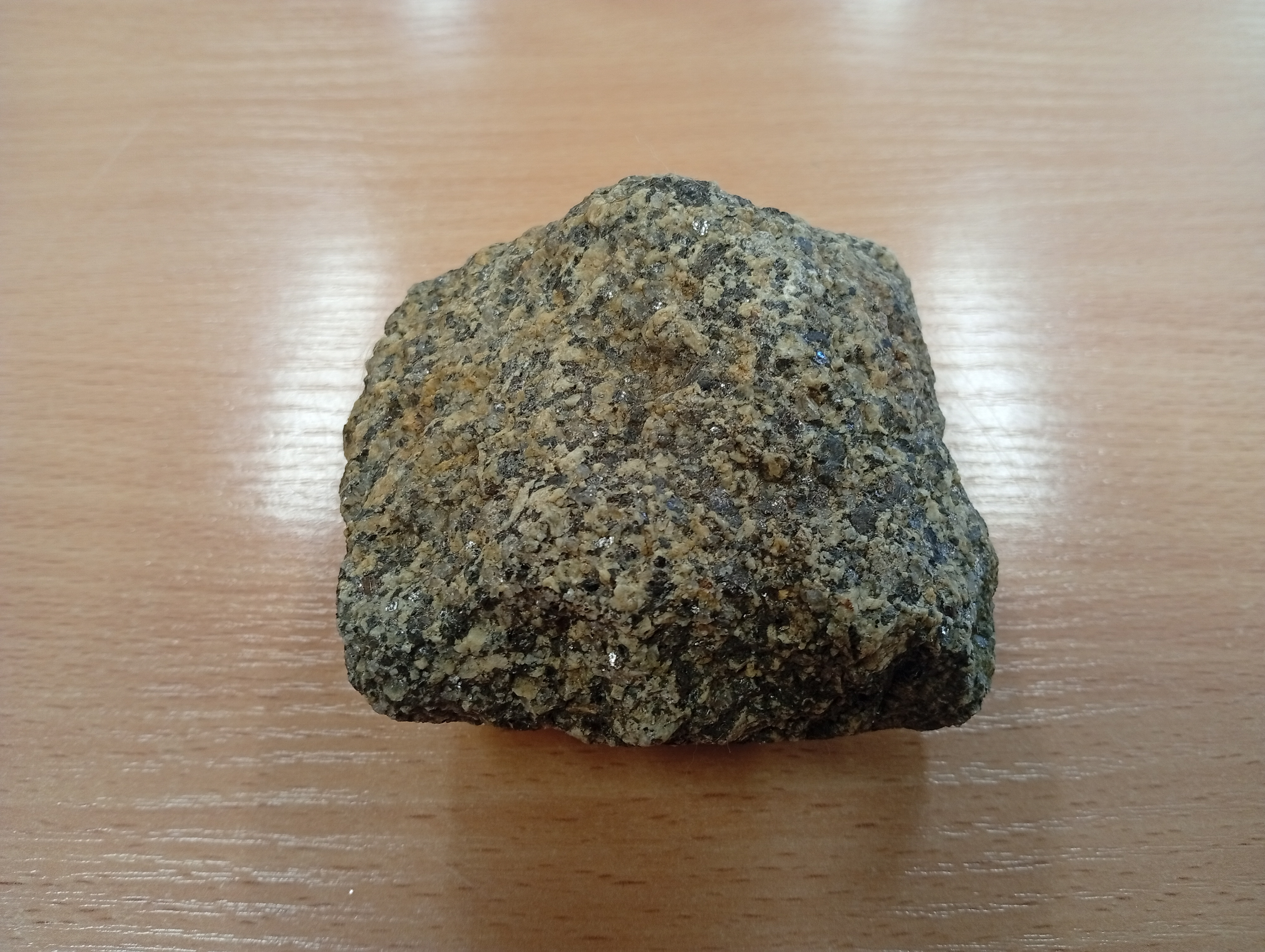
Lužický granodiorit
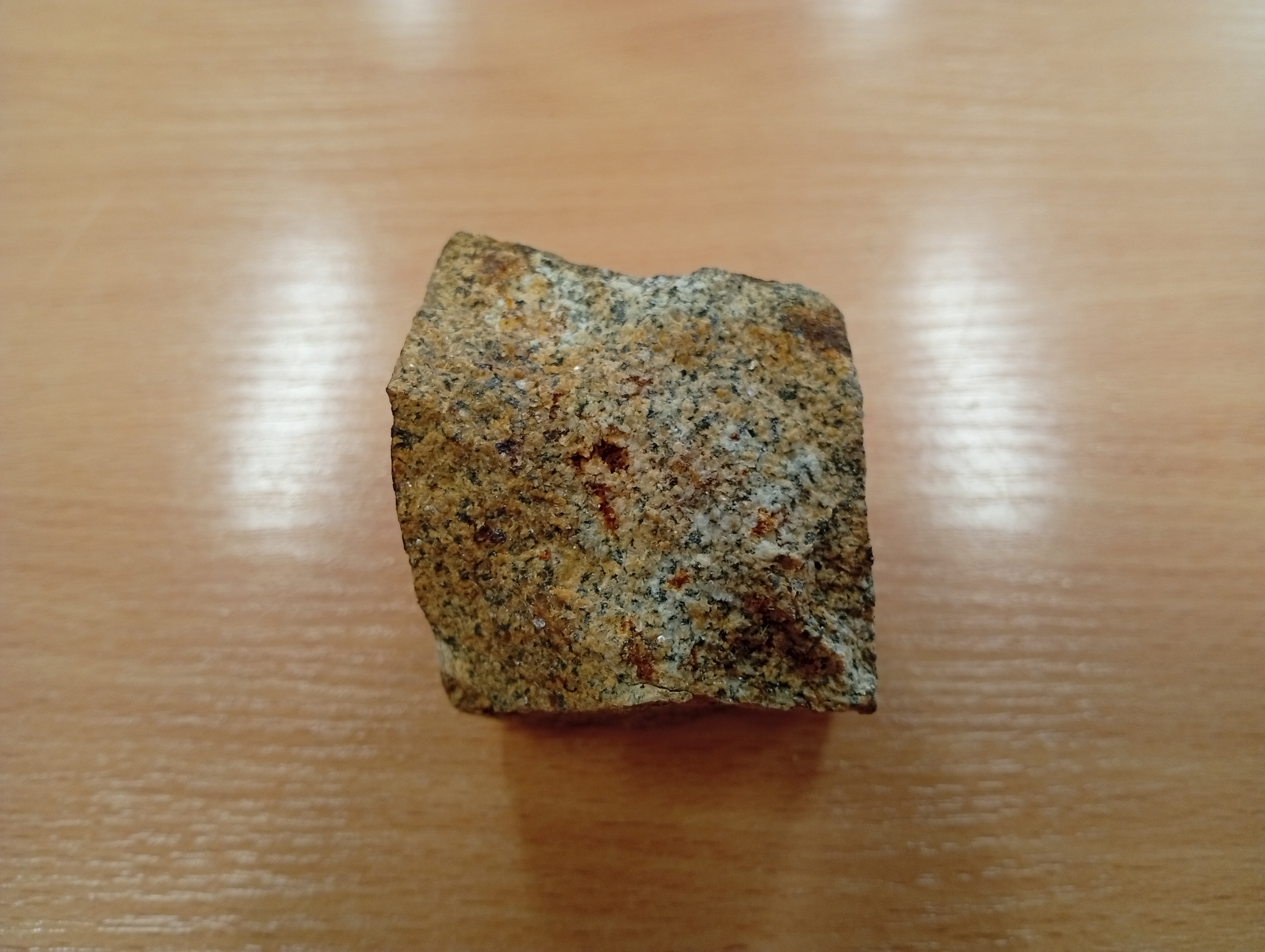
Dvojslídý granodiorit
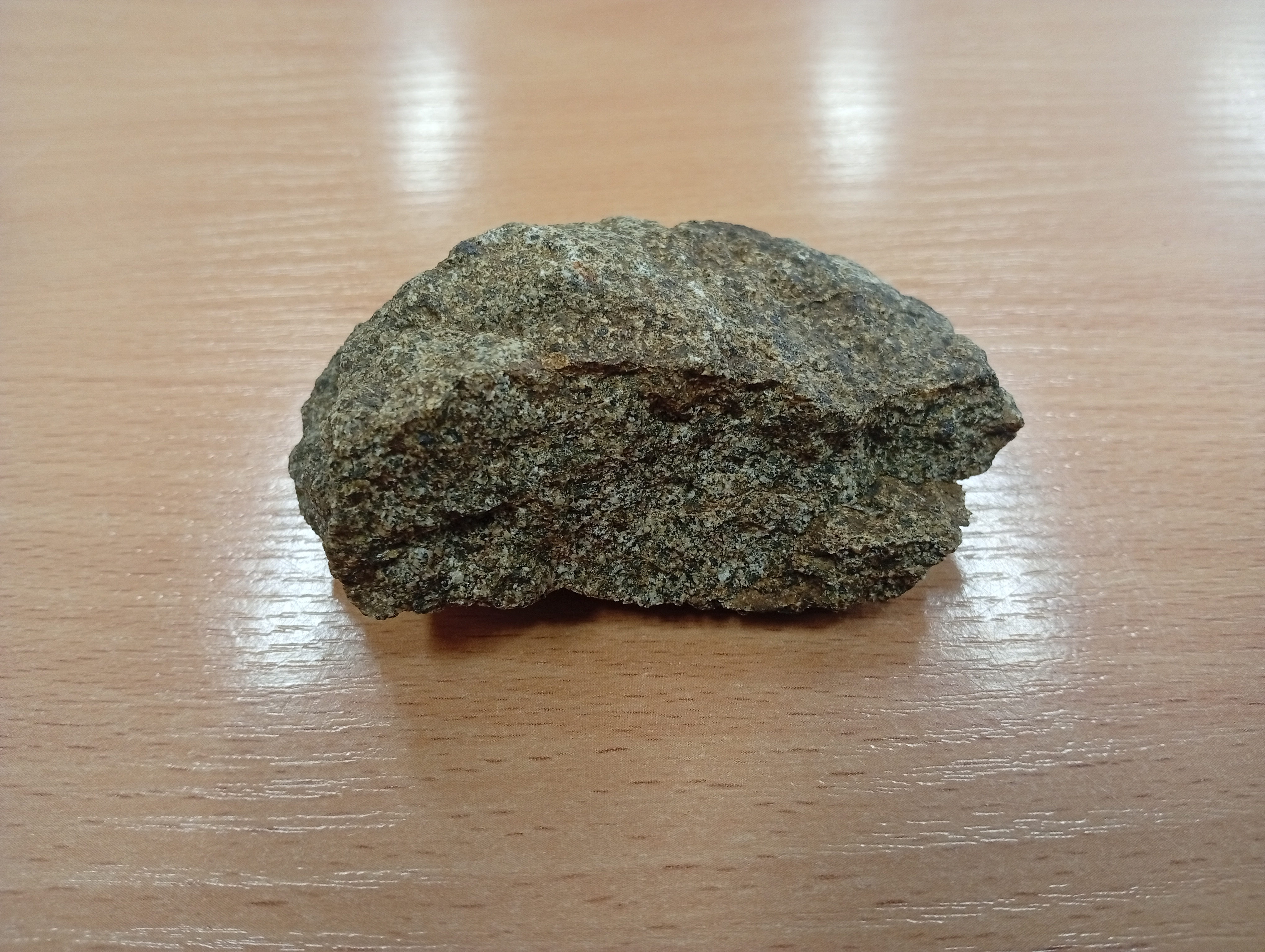
Dolerit
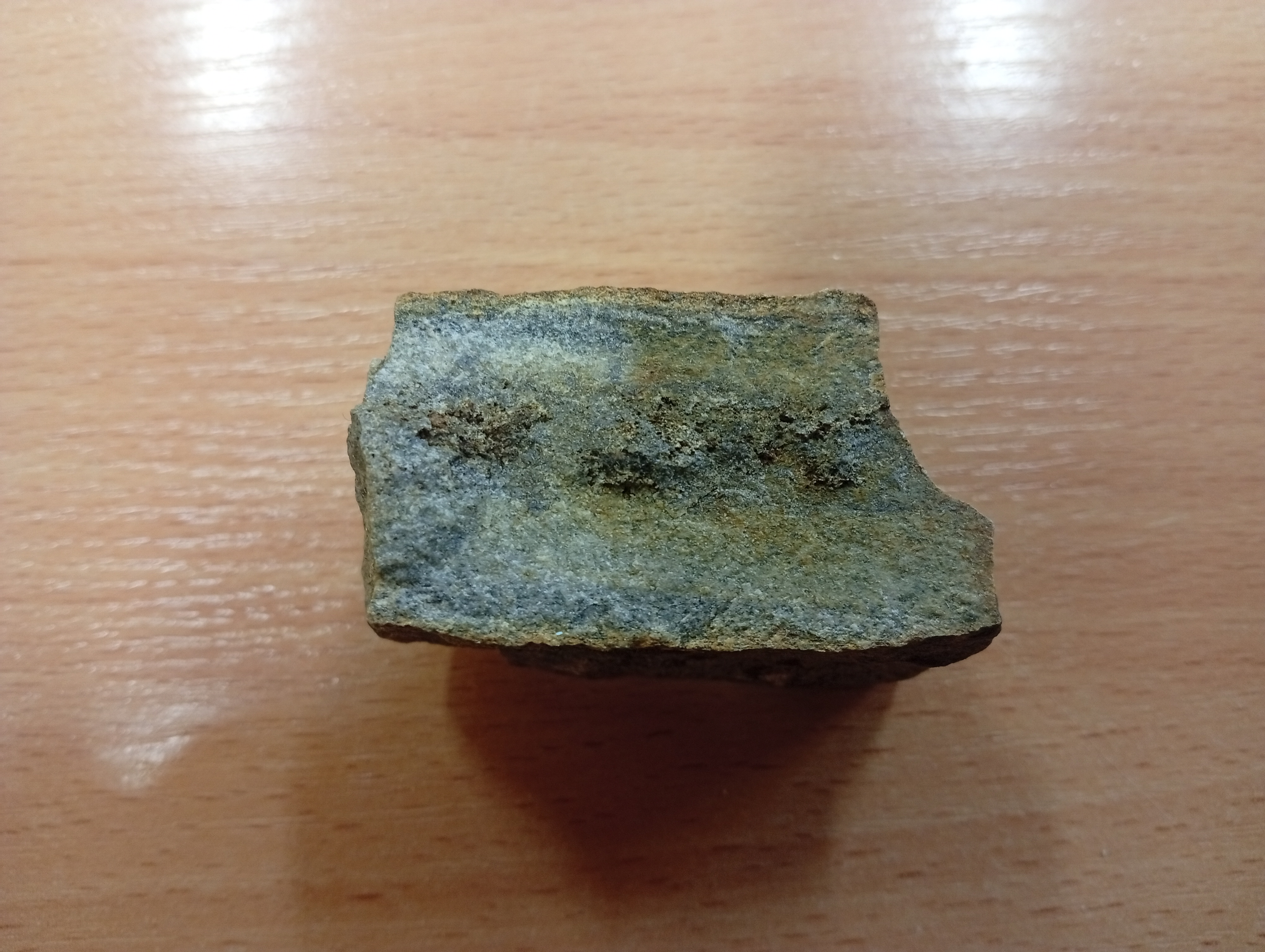
Granodioritový porfyr